# Саблин, Дмитрий Вадимович
Дми́трий Вади́мович Са́блин (род. 5 сентября 1968, Жданов, Донецкая область) — российский политический и общественный деятель, предприниматель. Депутат Государственной думы четвёртого (2003—2007), пятого (2007—2011), шестого (2011—2013), седьмого (2016—2021) и восьмого (с 2021) созывов. Бывший сенатор Совета Федерации (2013—2016). Член партии «Единая Россия», первый заместитель председателя Всероссийской общественной организации ветеранов «Боевое братство», полковник. Кандидат экономических наук (2002). Фигурант антикоррупционных расследований. Герой Российской Федерации (2024).
Из-за вторжения России на Украину находится под персональными санкциями 27 стран Евросоюза, США, Канады, Новой Зеландии и Украины.

## Биография
Родился 5 сентября 1968 года в городе Жданове (ныне Мариуполь, Украина).
В 1989 году с отличием окончил Московское высшее общевойсковое командное училище имени Верховного Совета РСФСР. Проходил службу в 154-м отдельном комендантском полку Московского военного округа в должностях от командира взвода до начальника штаба батальона и начальника службы полка. В 1997 году подал рапорт об увольнении из Вооруженных Сил России.
С 1997 по 2000 год проходил службу в МЧС России.
C 2000 года занимается бизнесом. Основатель ГК «РОТА», ныне компания занимается сельским хозяйством, управлением недвижимостью, созданием индустриальных парков и рекреационным бизнесом, объединяет более 30 предприятий. Председателем совета директоров группы компаний является супруга Саблина — Алла Георгиевна Налча (Саблина).
В родном Мариуполе Саблин построил храм, организовал военный музей, спонсировал местную команду по женскому футболу, выступал одним из организаторов конкурса красоты «Мисс Мариуполь-2009». Саблин организовывал под Одессой раскопки военных захоронений.
В августе 2013 года за активный вклад в развитие города Саблину было присвоено звание «Почетный гражданин Мариуполя», которого он был лишён в сентябре 2014 года за «ведение антиукраинской политики».
По сведениям СМИ, продолжает заниматься бизнесом, являясь Депутатом Государственной Думы Федерального Собрания Российской Федерации.
В 2021 году «МБХ медиа» обнаружило, что в 2018 году Саблин подавал иски к владельцам поисковых систем с требованием прекратить выдачу ссылок на ряд материалов о нём. В частности, депутат требовал ограничить доступ к материалам «Дождя»(«Фонд Навального показал дом лидера «Антимайдана» на Рублёвке») и «Новой газеты» («Собиратели земель — от Подмосковья до Крыма»).

## Политическая карьера
В 1998 году избран президентом союза предприятий «Группа Р». Организация объединяла более 100 различных предприятий и общественных организаций, собравших в своих рядах ветеранов Вооруженных Сил, силовых структур, участников боевых действии в Афганистане и Чечне.
В 2000 году назначен первым заместителем председателя Всероссийской общественной организации ветеранов «Боевое братство» Бориса Громова, несмотря на то, что сам ни в каких боевых действиях никогда не участвовал. С 2000 года Саблин — советник губернатора Громова на общественных началах.
В 2003 году Дмитрий Саблин был принят на работу в Правительство Московской области советником губернатора Бориса Громова на срок его полномочий. с 1 августа 2003 года — советник губернатора Московской области по экономике и инвестициям.
24 октября 2003 года зарегистрирован кандидатом в депутаты Государственной Думы четвёртого созыва Окружной избирательной комиссией Пушкинского одномандатного избирательного округа № 114. Он активно вёл предвыборную агитацию, выпускал газету под названием «Нам здесь жить».
На состоявшихся в декабре 2003 года выборах Дмитрий Саблин набрал в одномандатном избирательном округе № 114 наибольший процент голосов избирателей — 53,98 %. Против всех тогда проголосовало 16,23 %.

#### Депутат Государственной Думы (2003—2013)

##### Четвёртый созыв (2003—2007)
Избран депутатом Государственной Думы 4-го созыва. В Государственной Думе входил во фракцию «Единой России»; работал заместителем председателем Комитета Государственной Думы по собственности.
По инициативе Саблина в городах Пушкинского района Московской области началась долгосрочная программа «Нам здесь жить» и такие проекты, как «Первоклашка в мире знаний», «Выпускник года», турнир по мини-футболу среди детских дворовых команд, конкурс журналистских работ «Нам здесь жить».

##### Пятый созыв (2007—2011)
В декабре 2007 года избран депутатом Государственной Думы 5-го созыва. Первый заместитель председателя Комитета Государственной думы по собственности.
В марте 2007 года внутри партии «Единая Россия» назначен координатором по патриотическому воспитанию молодёжи. На этой должности Саблин в тесном сотрудничестве с «Боевым Братством» участвовал в различных патриотических мероприятиях.
Также, в сотрудничестве с партийной молодёжной организацией «Молодая гвардия Единой России», занимался возрождением молодёжных трудовых отрядов в Московской области. В ежегодных трудовых семестрах принимают участие школьники старших классов, которые берут у организаций и учреждений города подряды на строительные работы, благоустройство и озеленение. Таким образом, молодёжь получает возможность заработать свои первые деньги и принести пользу родному городу.
Является руководителем долгосрочной программы по оказанию материальной помощи частям и подразделениям российских Вооруженных Сил на территории Чеченской Республики. При его личном участии организовано около тридцати шефских десантов и передано российским военным более 600 тонн груза шефской помощи.
В феврале 2008 года избран председателем Комиссии по бюджету и финансам Парламентского Собрания Союза Беларуси и России.

##### Шестой созыв (2011—2016)
В конце 2011 года на выборах в Государственную думу баллотировался в депутаты в составе регионального списка «Московская область» «Единой России», шёл пятым номером. 4 декабря был избран депутатом Государственной думы 6 созыва.
21 декабря 2011 года Дмитрий Саблин утверждён первым заместителем председателя комитета Госдумы по делам СНГ и связям с соотечественниками. Возглавил комитет депутат от ЛДПР Леонид Слуцкий. 11 июня 2013 года Саблин подал заявление о сложении депутатских полномочий без объяснения причин. В 2015 году стал сопредседателем движения «Антимайдан».

#### Член Совета Федерации
16 сентября 2013 года утвержден членом Совета Федерации Федерального Собрания Российской Федерации после досрочного прекращения своих полномочий Борисом Громовым, занявшего место Саблина в Государственной Думе. Член Комитета Совета Федерации по обороне и безопасности.
В январе 2015 года наряду с актёром Михаилом Пореченковым, лидером мотоклуба «Ночные Волки» Александром Залдостановым и чемпионкой мира по боям без правил Юлией Березиковой стал инициатором создания движения «Антимайдан», целью которого ставится «противодействие попыткам создания «майдана».
Постановлением Совета Федерации  от 28 сентября 2016 года № 447-СФ с 18 сентября 2016 года досрочно прекращены полномочия Саблина как члена Совета Федерации.

#### Депутат Государственной Думы (с 2016)
В апреле 2016 года зарегистрировался на внутрипартийном отборе кандидатов в депутаты от партии «Единая Россия» на выборах в Госдуму 7 созыва по одномандатному округу № 202 (Новомосковский округ Москвы). В результате занял первое место, в несколько раз обогнав всех своих конкурентов.
В единый день голосования 18 сентября 2016 года набрал 48,19 процентов голосов и избран депутатом Государственной Думы Российской Федерации седьмого созыва, заняв второе место по количеству голосов среди одномандатников по Москве.
С 2016 года является координатором депутатской группы по связям с парламентом Сирии. Неоднократно был в Сирии, где встречался с Президентом Башаром Асадом и посещал расположение Группировки Вооружённых сил России в Сирии.
5 апреля 2017 года возглавил Патриотическую платформу партии «Единая Россия», сменив на посту председателя И.Яровую. Кандидатура Саблина была утверждена Генсоветом партии.
В июне 2018 года избран в международный секретариат Межпарламентской ассамблеи православия.
Саблин совместно с председателем комитета Госдумы по развитию гражданского общества, вопросам общественных и религиозных объединений Сергеем Гавриловым и его первым заместителем Дмитрием Вяткиным выступил в качестве соавтора резонансного законопроекта о правовом статусе паломника и паломнической деятельности. Документ направлен на защиту прав верующих при посещении мест религиозного почитания.
В январе 2019 года было объявлено о назначении Дмитрия Саблина исполняющим обязанности секретаря Севастопольского реготделения «Единой России», а также координатором партийной дискуссионной площадки «Единство и суверенитет». 22 февраля избран секретарем отделения.
На выборах 2021 года баллотируется по Новомосковскому избирательному округу № 202. Во время предвыборной кампании активно поддерживается властями Москвы. Входит в «команду мэра Москвы» Сергея Собянина, возглавляющего на выборах московский список «Единой России».

## Законотворческая деятельность
С 2003 по 2019 год, в течение исполнения полномочий депутата Государственной Думы IV, V, VI и VII созывов, выступил соавтором 101 законодательной инициативы и поправки к проектам федеральных законов. Автор поправок, запрещающих торговым сетям возвращать поставщикам нереализованную продукцию с истёкшим сроком годности.

## Общественная деятельность
Является первым заместителем председателя Всероссийской общественной организации ветеранов «Боевое братство» и первым заместителем председателя Международного союза общественных объединений ветеранов «Боевое братство». Является членом исполкома Российского футбольного союза, председателем комитета женского футбола РФС. Организация Саблина «Боевое братство» является одним из крупнейших получателей президентских грантов — за 2018 год она добилась материальной поддержки 18 своих проектов на сумму более 51 млн руб. Дочерняя организация, фонд «Память поколений», является поставщиком для Сбербанка «атрибутики для федеральной промоакции». На этом организация выручила 38 млн руб. Также члены «Боевого братства» вербуют в качестве наёмников на войну в Донбассе и Сирии. Так, один из ветеранов движения Григорий Цуркан стал добровольцем ЧВК Вагнера и в 2017 году попал в плен к ИГИЛ.

## Санкции
30 сентября 2022 года, на фоне вторжения России на Украину, был внесён в санкционный список США в ответ на фиктивные референдумы и аннексию территорий Украины российскими оккупационными силами. Государственный департамент отмечает, что депутаты единогласно приняли закон о «фейках», а некоторые депутаты сыграли ключевую роль в распространении российской дезинформации о войне.
16 декабря 2022 года внесён в санкционный список 27 стран Евросоюза за поддержку и реализации политики, подрывающую территориальную целостность, суверенитет и независимость Украины, так как он проголосовал за незаконную аннексию Донецкой, Луганской, Херсонской и Запорожской областей Украины.
23 февраля 2023 года включён в санкционный список Канады «соратников режима», так как он голосовал за законодательство, связанное со вторжением и попыткой аннексии четырёх регионов Украины.
Ранее, по аналогичным основаниям, был включён в санкционные списки Швейцарии, Украины и Новой Зеландии

## Бизнес
В начале 1990-х годов Саблин познакомился с риэлтором Дмитрием Аксёновым, впоследствии ими была основана компания «Регион-Р», которая аккумулировала подмосковные земли. Позднее, на базе компании, был создан один из крупнейших землевладельцев Московской области – RDI Group, где Аксёнов и Саблин стали основными акционерами. В конце 2010 года Саблин вышел из состава акционеров компании.

## Собственность
Дмитрий Саблин входит в число богатейших депутатов Госдумы. Ему принадлежат рестораны, отели, агрохолдинг, женский футбольный клуб, а также девелоперский бизнес. Саблин является основным владельцем ООО «Рота-Девелопмент» (ему принадлежит 76%) и ООО «Рота» (90%). Супруга Алла Налча является его деловым партнёром. Совместно они контролируют десятки юридических лиц и, помимо сельского хозяйства, занимаются ресторанами, охраной, строительством, управлением недвижимостью и созданием индустриальных парков.
В начале 2015 года Фонд борьбы с коррупцией нашёл у Саблина незадекларированный дом в подмосковной Жуковке, в коттеджном поселке «Жуковка XXI» и несколько автомобилей.
В 2019 году в собственности семьи появилась круизная яхта Sea Ray Sundancer 370. Также она владеет яхтой Bacchus Alla стоимостью 1 миллиард рублей.

### Доходы
По состоянию на 2014 год, Саблин показал пятый по величине доход среди сенаторов – 6,4 млн руб.,а его жены 110,5 млн руб. В 2017 году супруга задекларировала почти 700 млн рублей. В 2019 году супруга задекларировала 470 млн руб., супруг 6.9 млн руб.
В 2020 году вошёл в рейтинг «100 богатейших госслужащих и депутатов» по версии Forbes и занял там 18 место. Сумма доходов его семьи составила 803.22 млн руб, из них 629,1 млн рублей это доходы супруги Аллы.
По состоянию на 2021 год, по поданной декларации, жена Дмитрия Саблина стала самой богатой супругой из всех депутатов: её доход составил 298 млн рублей, собственность состоит из 10 объектов недвижимости, в числе которых четыре земельных участка, две квартиры, два машиноместа, а также нежилые помещения и здания общей площадью 1 746,1 квадратных метра. Доходы Дмитрия Саблина, за 2021 год, составили задекларированных 403 млн.рублей

## Критика
Неоднократно СМИ обвиняли Саблина в рейдерстве, а подконтрольные ему организации — в нападении на активистов. Так, в Севастополе было возбуждено уголовное дело в отношении руководства ООО «Балаклавмегастрой», которое входит в группу компаний «Рота». По данным следствия фирма подконтрольная Саблину незаконно завладела городскими причалами и сдавала их в аренду.
В декабре 2022 года Национальная полиция Украины объявила о начале досудебного расследования в отношении депутата Государственной думы РФ по обвинению в посягательстве на территориальную целостность Украины. Ведомство уточнило, что в ходе 8 обысков были найдены документы на 11 квартир в Киеве. Согласно данным различных СМИ данным депутатом является Дмитрий Саблин. Сам Саблин заявил что Киев — это Россия, но собственности в Киеве у него нет.
По данным экспертизы, проведенной Вольного сетевого сообщества «Диссернет», в диссертации Саблина были обнаружены заимствования в более чем 30 страницах
Издание The Insider, получив доступ к данным Саблина и его супруги из системы бронирования «Сирена», установило что Саблин регулярно отдыхал со своей семьёй в Турции, хотя в то же время российские провоенные издания, спикер Госдумы Вячеслав Володин и сам Саблин утверждали, что он с первых дней российского вторжения на Украину находится на фронте.

## Семья
Его отец Вадим Дмитриевич Саблин работал в «Азовмаше» в Мариуполе более 40 лет, был начальником конструкторского отдела электрогидропривода со дня его основания в 1976 году до ухода на пенсию. В 2001 году Вадим Дмитриевич был награждён знаком «За заслуги перед коллективом ОАО „Азовмаш“».
Жена Дмитрия Саблина — Алла Георгиевна Саблина (девичья фамилия Налча). Племянница бывшего губернатора Подмосковья Бориса Громова. Её отец — Георгий Иванович Налча (1931 г. р.) — кандидат технических наук, начальник технического отдела Мариупольского металлургического комбината имени Ильича. Возглавляет Фонд помощи детям, больным ДЦП «Наши дети».  Управляющая группой компаний «Рота».
Дети — двое сыновей и дочь.

## Образование
- Московское высшее общевойсковое командное училище им. Верховного Совета РСФСР (1989);
- Военная академия Генерального штаба Вооруженных Сил Российской Федерации (курсы, 2008, 2015);
- Московский государственный университет сервиса (Российский государственный университет туризма и сервиса) (2003).

В 2002 году защитил в Государственной академии специалистов инвестиционной сферы диссертацию по теме «Механизм формирования и оценки инвестиционных программ регионального развития», став кандидатом экономических наук. Автор трёх монографий по экономическим проблемам регионального развития.

## Награды
- Герой Российской Федерации (2024)[78];
- Герой Донецкой Народной Республики (2024)[79];
- Медаль «За отличие в воинской службе» II степени (1994);
- Медаль «За отличие в воинской службе» III степени (1996);
- Медаль ФПС РФ «За укрепление боевого содружества» (2003);
- Нагрудный знак «Участник боевых действий» (2003);
- Медаль «В память 850-летия Москвы» (1997);
- Медаль Министерства обороны РФ «За укрепление боевого сотрудничества» (2008);
- Медаль ордена «За заслуги перед Отечеством» II степени (2010);
- Орден Почёта (2014);
- Орден Александра Невского (2018);
- Медаль «За отвагу» (ДНР, 2022);
- Орден Мужества (2022);
- Орден Почёта (Южная Осетия, 2018);
- Орден Республики (ДНР);
- Медаль «За освобождение Мариуполя» (ДНР, 2022)[80];
- Медаль «В ознаменование 10-летия возвращения Севастополя в Россию» (10 июня 2024) — за личный вклад в возвращение города Севастополя в Россию
- Медаль «За освобождение Крыма и Севастополя» (17 марта 2014) — за личный вклад в дело по возвращению Крыма в Россию[81].
- Памятный знак «МПА СНГ. 30 лет» (16 ноября 2023, Межпарламентская ассамблея СНГ) — за заслуги в деле развития и укрепления парламентаризма, за вклад в развитие и совершенствование правовых основ функционирования Содружества Независимых Государств, укрепление международных связей и межпарламентского сотрудничества[82].
- Благодарность Правительства Российской Федерации (18 октября 2010) — за заслуги в законотворческой деятельности и многолетнюю добросовестную работу[83]

Имеет нагрудный знак отличия Управления ФСБ по Москве и Московской области «Управление по городу Москве и Московской области», нагрудный знак «За отличие в службе» II степени, «За отличие в службе» II степени, знак Губернатора Московской области «За полезное», а также благодарность губернатора Московской области.
В августе 2013 получил звание «Почетный гражданин Мариуполя» «за активный вклад в развитие Мариуполя, помощь в благоустройстве объектов городской инфраструктуры, содействие развитию спорта, культуры, духовности и укрепление дружественных отношений между Мариуполем, Москвой и Московской областью на межгосударственном уровне», а в сентябре 2014 года был его лишён за «ведение антиукраинской политики».